# Mikhail Komkov
Bản mẫu:Eastern Slavic name
Mikhail Aleksandrovich Komkov (tiếng Nga: Михаил Александрович Комков; sinh ngày 1 tháng 10 năm 1984 ở Krasnoyarsk) là một cầu thủ bóng đá người Nga. Anh thi đấu cho FC Yenisey Krasnoyarsk.
Anh ra mắt chuyên nghiệp tại Russian First Division năm 2002 cho FC Metallurg Krasnoyarsk.